# Lanester
Lanester (en bretó Lannarstêr) és un municipi francès, situat a la regió de Bretanya, al departament d'Ar Mor-Bihan. L'any 2006 tenia 22.627 habitants. Limita amb els municipis de An Oriant, Caudan, Hennebont, Kervignac i Locmiquélic.

## Situació del bretó
El 13 de juliol de 2006 el consell municipal va aprovar la carta Ya d'ar brezhoneg. A l'inici del curs 2007 el 5,8% dels alumnes del municipi eren matriculats a la primària bilingüe.

## Demografia
| Evolució de la població Cassini et INSEE |      |      |      |      |      |      |      |      |
| 1793                                     | 1800 | 1806 | 1821 | 1831 | 1836 | 1841 | 1846 | 1851 |
| -                                        | -    | -    | -    | -    | -    | -    | -    | -    |

| 1856 | 1861 | 1866 | 1872 | 1876 | 1881 | 1886 | 1891 | 1896 |
| ---- | ---- | ---- | ---- | ---- | ---- | ---- | ---- | ---- |
| -    | -    | -    | -    | -    | -    | -    | -    | -    |

| 1901 | 1906 | 1911  | 1921  | 1926  | 1931  | 1936  | 1946  | 1954   |
| ---- | ---- | ----- | ----- | ----- | ----- | ----- | ----- | ------ |
| -    | -    | 7 729 | 8 038 | 7 790 | 7 795 | 8 668 | 5 750 | 11 737 |

| 1962   | 1968   | 1975   | 1982   | 1990   | 1999   | 2006 | 2011 | 2016 |
| ------ | ------ | ------ | ------ | ------ | ------ | ---- | ---- | ---- |
| 16 571 | 19 245 | 21 074 | 21 643 | 22 102 | 21 897 | -    | -    | -    |

| 2019 | - | - | - | - | - | - | - | - |
| ---- | - | - | - | - | - | - | - | - |
| -    | - | - | - | - | - | - | - | - |

## Administració
| Període     | Identitat             | Partit        |
| ----------- | --------------------- | ------------- |
| 1909-1919   | Jean-Marie Le Halpert |               |
| 1919-1941   | Pierre Rogel          | SFIO          |
| 1941-1944   | Morvan                |               |
| 1944-1945   | Pierre Rogel          | SFIO          |
| 1945-1953   | Robert Boulay         | PCF           |
| 1953-1996   | Jean Maurice          | PCF           |
| 1996-2001   | Jean-Pierre Anfré     | PCF           |
| 2001-2004   | Jean-Claude Perron    | Divers gauche |
| 2004 - 2014 | Thérèse Thiéry        | Divers gauche |

## Personatges il·lustres
- Loeiz Herrieu, escriptor en bretó.